# Leptogorgia flexilis
Leptogorgia flexilis är en korallart som beskrevs av Addison Emery Verrill 1868. Leptogorgia flexilis ingår i släktet Leptogorgia och familjen Gorgoniidae. Inga underarter finns listade i Catalogue of Life.